# هوبه شايع (السياني)

تعديل مصدري - تعديل

هوبه شايع محلة تابعة لقرية الزرائب، التابعة لعزلة العربيين بمديرية السياني إحدى مديريات محافظة إب في الجمهورية اليمنية.، بلغ تعداد سكانها 73 حسب تعداد اليمن لعام 2004.